# جامعه جهانی پشتیبانی از جانوران
| جامعه جهانی پشتیبانی از جانوران | جامعه جهانی پشتیبانی از جانوران |
| ------------------------------- | ------------------------------- |
|                                 |                                 |
| گونه                            | سازمان مردم نهاد                |
| تأسیس                           | ۱۹۸۱                            |
| رئیس                            | رونالد مونرو                    |
| زمینه کاری                      | حقوق جانوران                    |
| وبگاه                           | www.wspa-international.org      |

جامعه جهانی پشتیبانی از جانوران یک گروه بین‌المللی پدید آمده از بیش از ۹۰۰ سازمان مردم نهاد پشتیبانی از حقوق جانوران در ۹۰ کشور جهان است. این سازمان از همگرایی دو نهاد پشتیبانی از حقوق جانداران در سال ۱۹۸۱ پدید آمد و اکنون دارای دفترهای متعدد در کشورهای گوناگون جهان همچون آمریکا، انگلیس، آلمان، استرالیا، برزیل، تانزانیا، تایلند، دانمارک، کانادا، کاستاریکا، کلمبیا و هلند است. دفتر اصلی این سازمان در شهر لندن است.

## پویش‌ها
این سازمان همانند دیگر گروه‌های پشتیبان حقوق جانوران مخالف هر گونه سوءاستفاده و بدرفتاری با حیوانات است. این سازمان پویش‌های متعددی را بر ضد مواردی از بدرفتاری با جانوران همچون گاوبازی، شکار نهنگ‌ها، واداشتن جانوران به انجام حرکات نمایشی در سیرک و افزایش بی رویهٔ دامداری ترتیب داده‌است. با تلاش‌های این گروه مردم نهاد بازی‌های نمایشی که در آن خرس‌ها به جنگ همدیگر فرستاده می‌شدند در بیشتر مناطق پاکستان برچیده شد.